# لوکوموتیو

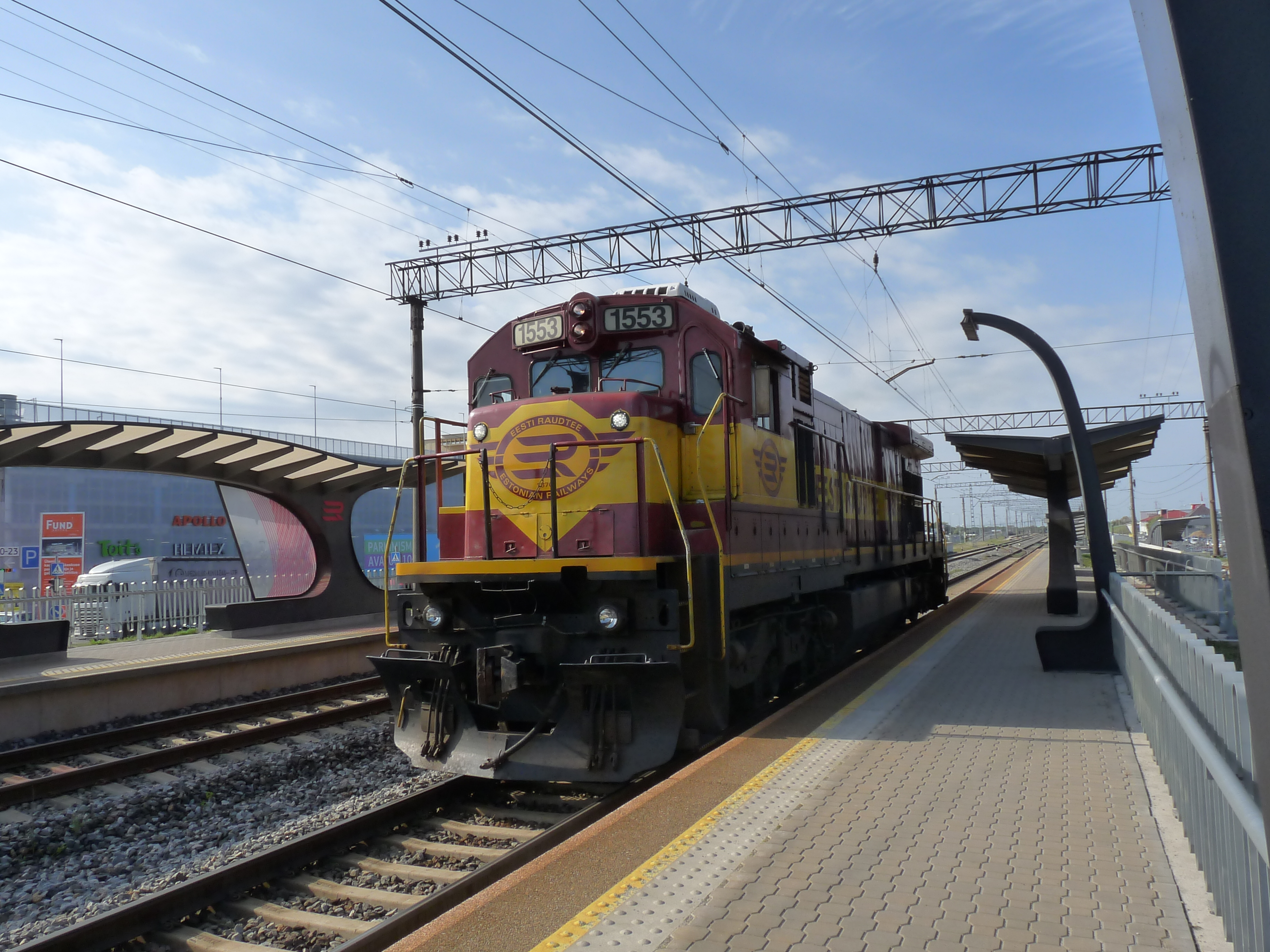
یک لکوموتیو ساخت جنرال‌الکتریک در کشور استونی

لوکوموتیو، ماشینی کشنده یا یک خودروی ریلی است که واگن‌ها یا قطار به آن متصل می‌شوند و نیروی محرکه برای آن‌ها ایجاد می‌کند. لوکوموتیوها نیروی حرکتی خود را به دو طریق عمده به دست می‌آورند. لکوموتیوها با گازوئیل (موتور دیزل) یا با جریان برق (موتور الکتریکی) کار می‌کنند. لوکوموتیو خودش باری بر دوش ندارد و وظیفه آن کشیدن قطار بر روی ریل است.

## ریشه واژه
واژه لوکوموتیو از واژهٔ لاتین لوکو به معنای «از جایی (به جای دیگر)» به‌علاوه واژه لاتین قرون وسطی موتیووس به معنای «جنباننده» ساخته شده‌است؛ بنابراین از ترکیب این دو واژه، واژه موتور لوکوموتیو به‌وجود آمده‌است.
لوکوموتیو از واژه های چند املایی میباشد در فرهنگ لغت دهخدا لکوموتیو یا لکمتیو [ ل ُ ک ُ م ُ وْ ] هم نوشته شده است 

## قطارهای لوکوموتیودار و قطارهای خودکشش

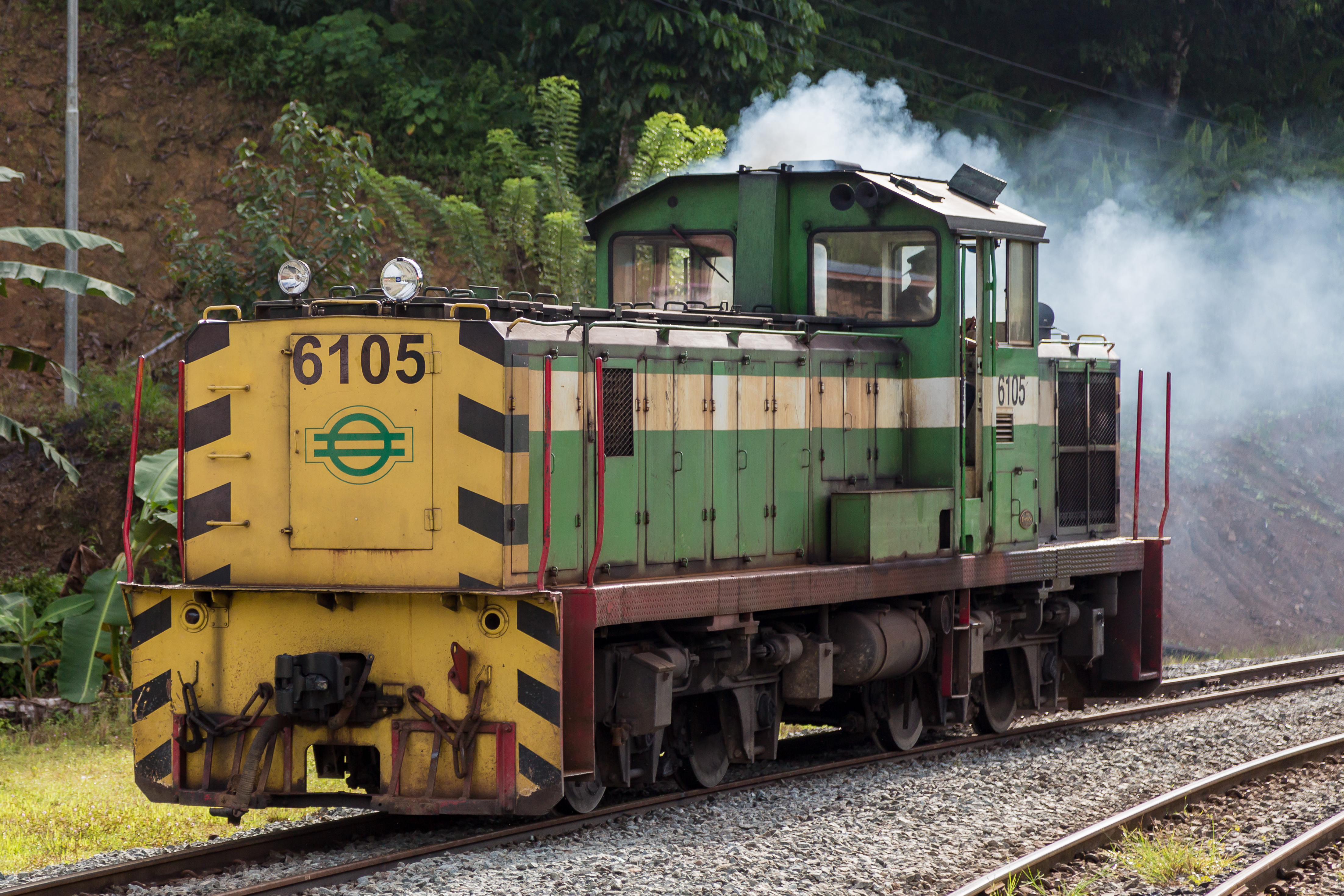
نگاره‌ای از یک لوکوموتیو دیزل متعلق به راه‌آهن ایالتی صباح در مالزی.

دلایل زیادی برای استفاده سنتی از لوکوموتیو برای تولید نیروی محرکه قطار به جای استفاده از گونه خودکشش در قطار وجود دارد.

### سهولت در استفاده
اگر لوکوموتیو از کار افتاد به راحتی با لوکوموتیو دیگری جایگزین می‌شود.

### استفاده از نیرویبیشینهدر قطار
قطارها با لوکوموتیو جداگانه از نیروی محرکه آنقدر که مورد نیاز است استفاده می‌کنند.

### انعطاف‌پذیری
وقتی نیاز به لوکوموتیو کوچک‌تر در قطار باشد، لوکوموتیو کوچک‌تر با بزرگ‌تر عوض می‌شود.

### تعویض لوکوموتیو فرسوده
وقتی لوکوموتیو فرسوده شد بدون احتیاج به تغییر در سایر قسمت‌های قطار، تعویض می‌شود.

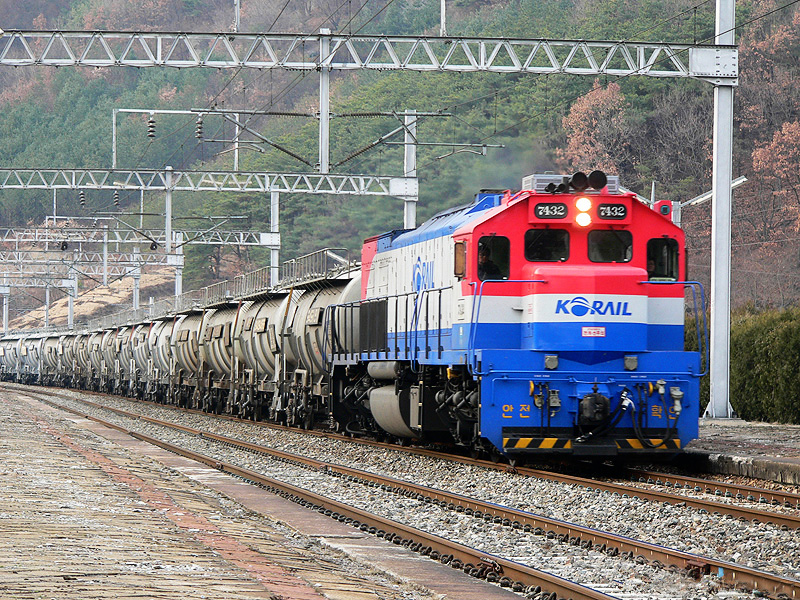
لوکوموتیو جی‌تی ۲۶ کره جنوبی.

### مزیت قطارهای خودکشش

#### عدم نیاز به سر و ته کردن قطار (در مسافرت‌های برگشتی)
سر ته کردن قطار در مسیرهای کوتاه مشکل چندانی به وجود نخواهد آورد و عدم نیاز به سرو ته کردن قطار باعث تسریع در حمل و نقل شده و قطار براحتی در سیر قرار خواهد گرفت. (البته بایستی حتماً در هر چند نوبت رفت و برگشت جهت قطار عوض شود)
چرا؟
- در احداث خطوط راه آهن به دلیل عوارض زمین امکان ساخت یک مسیر مستقیم بین مبدأ مقصد نیست و نیاز به قوس خط و شیب و فراز با توجه به محدودیتها می‌باشد بنابراین:
در قوس قرار گرفتن قطار باعث تشدید سایش چرخ قطار شده و در صورتی که یک قطار در یک جهت بدون سرو ته کردن تردد نماید باعث سایش یک طرفه چرخ‌ها شده و عمر مفید بهره بردای از چرخ‌های قطار را کاهش خواهد داد

## طبقه‌بندی لوکوموتیوها

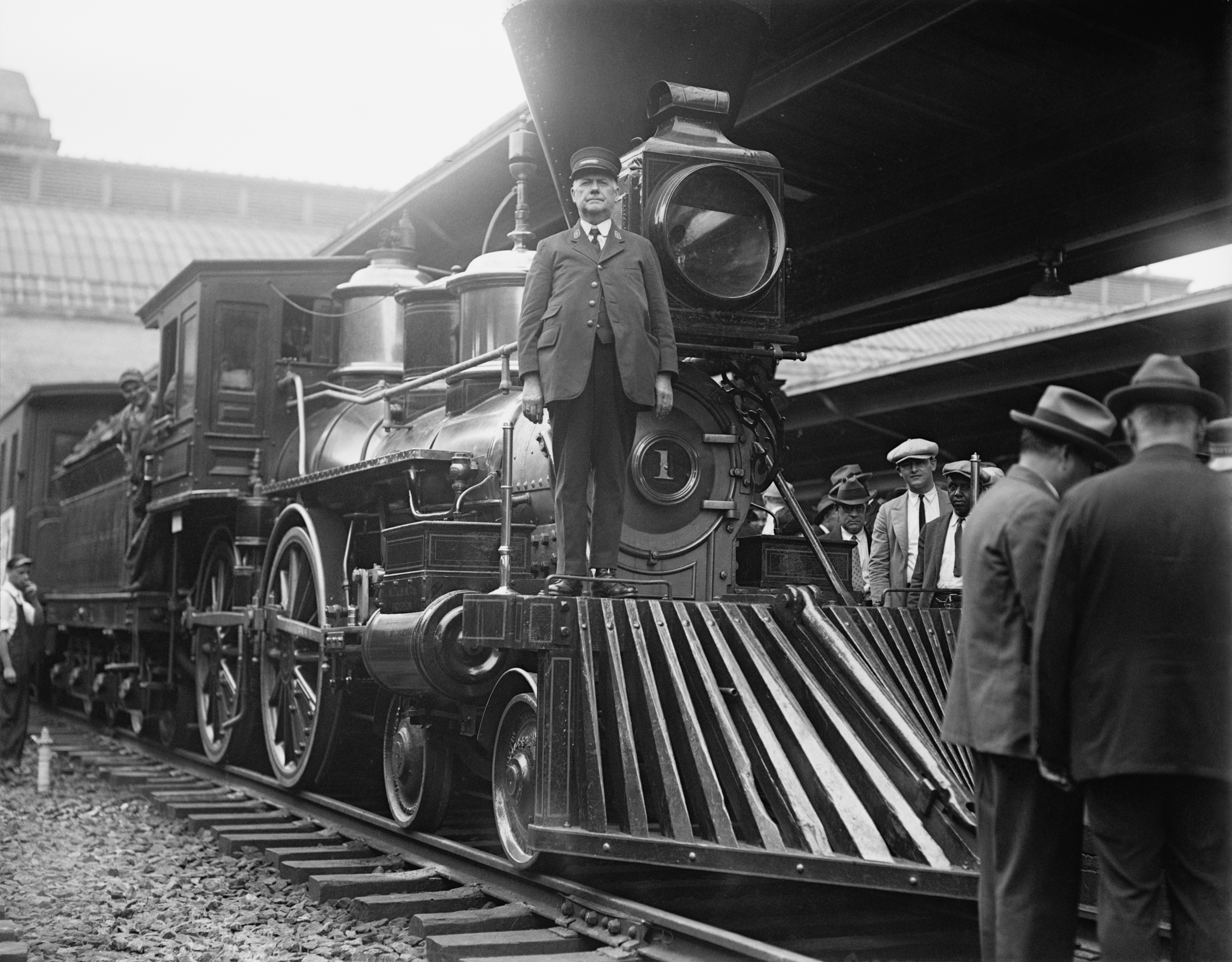
عکس تبلیغاتی ویلیام کروکس در ایستگاه یونیون، واشینگتن، دی سی، در ۲۰ سپتامبر ۱۹۲۷ در حالی که در مسیر نمایشگاه اسب آهنین بودند.

### لوکوموتیو بخار
این نوع لوکوموتیو با موتور بخار کار می‌کند. بخار پیستون‌های رفت‌وبرگشتی را به حرکت در می‌آورد و این حرکت به چرخ‌ها منتقل می‌شود.

### لوکوموتیو دیزل
لوکوموتیو دیزلی نوعی قطار است که محرک اصلی آن موتور دیزل است که قدرت آن به برق تبدیل شده و به صورت الکتریکی به ترکشن موتورها و در نهایت به چرخها منتقل می‌شود.

#### لوکوموتیو دیزل الکتریک

موتور چهارزمانه (موتور اتو) ۱. مکش ۲. تراکم ۳. انفجار ۴. تخلیه

در این مدل از لوکوموتیوها یک موتور دیزلی پرقدرت گشتاور مورد نیاز جهت چرخاندن یک مولد برق یا ژنراتور را ایجاد می‌نماید.
برق تولید شده توسط ژنراتور پس از عبور از کنترل‌کننده‌ها به موتورهای الکتریکی که روی چرخ‌ها نصب گردیده‌اند منتقل و نیروی لازم جهت حرکت لوکوموتیو ایجاد می‌گردد.

#### لوکوموتیو دیزل هیدرولیک
لکوموتیوهای دیزل هیدرولیک به دو نوع کلی هیدرواستاتیک و هیدرودینامیک تقسیم می‌گردند.
نوع متداول که اغلب در کشورهای اروپایی در عملیات مانور استفاده می‌گردد هیدرودینامیک است. en:Turbo-transmission
در این نوع از لوکوموتیوها از یک موتور دیزلی جهت ایجاد گشتاور استفاده می‌گردد؛ و گشتاور ایجاد شده توسط کوپلینگ به یک گیربکس هیدرولیکی منتقل می‌گردد.

### لوکوموتیو الکتریکی باتوربینگاز
لوکوموتیو توربین گاز یک موتور درون‌سوز دارای توربین گازی است.

### لوکوموتیو الکتریکی
لوکوموتیو الکتریکی (انگلیسی: Electric locomotive) نوعی از لوکوموتیو است که نیروی محرکه آن توسط انرژی برق از طریق سیم بالاسر، ریل سوم و یا منابع ذخیره انرژی همراه نظیر باتری‌ها و یا ابرخازن‌ها تامین می‌شود.

### لوکوموتیو مغناطیسی،مگلو
مگلو از دو واژه انگلیسی (مغناطیسی و شناوری) گرفته شده‌است در این نوع از قطارها حرکت در ابتدا بر روی چرخ‌ها انجام می‌پذیرد و پس از مدتی با استفاده از نیروی مغناطیسی قوی قطار توسط قطب‌های همنام میدان مغناطیسی به بالا و توسط قطب‌های غیر همنام به جلو حرکت می‌نماید.

### لوکوموتیوهیبرید
قطار هیبرید، یک لکوموتیو یا یک قطار است که یک سیستم ذخیره ساز انرژی قابل شارژ جانبی (RESS) را بکار می‌برد. این سیستم بین منبع توان (که اغلب یک موتور دیزل محرک اصلی است) و ترکشن موتور که به چرخها متصل است، قرار دارد. از آنجایی که بیشتر لکوموتیوها، دیزل-الکتریک هستند، لذا همه تجهیزات لکوموتیوهای هیبرید سری بجز RESS را دارا هستند. این ویژگی ساخت لکوموتیوهای هیبریدی را بسیار ساده می‌کند.
انرژی مازاد تولید شده از منبع توان یا انرژی بازگشتی در هنگام ترمزگیری، سیستم ذخیره‌سازی انرژی را شارژ می‌کند. انرژی ذخیره شده به سیستم انتقال متصل بوده و پس از تقویت به منبع توان اصلی متصل می‌گردد. در دیزلهای موجود سیستم ذخیره‌سازی می‌تواند باتریهای الکتریکی یا چرخ طیار باشد.
لکوموتیوهای دیزل-الکتریک پتانسیل بسیار خوبی برای ذخیره‌سازی انرژی در هنگام ترمز دینامیک هستند. در هنگام ترمز دینامیک ترکشن موتورها از حالت موتوری به حالت ژنراتوری جهت توقف قطار تغییر وضعیت می‌دهند. در صورتی‌که راهی برای تبدیل و ذخیره‌سازی این انرژی وجود نداشته باشد، این انرژی به صورت حرارت از طریق مقاومت ترمز دینامیک لکوموتیو وارد اتمسفر خواهد شد؛ که برای اینکار نیز به سیستم خنک کاری مجهزی نیاز است.
استفاده از یک سیستم ذخیره‌سازی به این معنی است که یک قطار نیمه برقی می‌تواند از سیستم ترمز دینامیک استفاده نماید و حتی در حالتی که لکوموتیو در حالت بی‌باری یا متوقف است، موتور دیزل را خاموش نماید.

## شبیه‌ساز لوکوموتیو
شبیه‌ساز لوکوموتیو دستگاهی است که برای آموزش، افزایش مهارت‌ها و آزمایش مهارت و سرعت عمل لوکوموتیورانان به‌کار می رود.